# Uma Carta Sobre Tolerância
Uma Carta Sobre Tolerância, de John Locke, foi originalmente publicada em 1689. Sua publicação inicial foi em latim e foi imediatamente traduzida para outras línguas. O trabalho de Locke surgiu em meio ao medo de que o catolicismo pudesse estar dominando a Inglaterra e responde ao problema da religião e do governo propondo a tolerância religiosa como resposta. Esta "carta" é endereçada a um "Honrado Senhor" anônimo: este era na verdade o amigo íntimo de Locke, Philipp van Limborch, que a publicou sem o conhecimento de Locke.